# Élections présidentielles sous la Cinquième République dans l'Isère
Depuis l'adoption de la Constitution de la Cinquième République française en 1958, dix élections présidentielles ont eu lieu afin d'élire le président de la République. Cette page présente les résultats de ces élections dans l'Isère.

## Synthèse des résultats du second tour
Jusqu'en 1995, l'Isère avait tendance  à voter plus à gauche que la France. C'est en particulier le cas en 1974 et 1995 où le département a placé en tête respectivement François Mitterrand (53,32 %) et Lionel Jospin (50,17 %) alors qu'au niveau national ont été élus Valéry Giscard d'Estaing (50,81 %) et Jacques Chirac (52,64 %). Le département vote ensuite dans la tendance nationale.
| 2022 | Emmanuel Macron (59,82 %) (France : 58,55 %) | Marine Le Pen (40,18 %) (France : 41,45 %) | 74,10 % (France : 71,99 %) | 6,22 % (France : 6,23 %) |

| 2017 | Emmanuel Macron (65,81 %) (France : 66,10 %) | Marine Le Pen (34,19 %) (France : 33,90 %) | 76,34 % (France : 77,77 %) | 1,85 % (France : 2,47 %) |

| 2012 | François Hollande (52,12 %) (France : 51,64 %) | Nicolas Sarkozy (47,88 %) (France : 48,36 %) | 82,6 % (France : 80,35 %) | 1,77 % (France : 5,82 %) |

| 2007 | Nicolas Sarkozy (52,12 %) (France : 53,06 %) | Ségolène Royal (47,88 %) (France : 46,94 %) | 86,31 % (France : 83,97 %) | 1,3 % (France : 4,20 %) |

| 2002 | Jacques Chirac (81,72 %) (France : 82,21 %) | J.-M. Le Pen (18,28 %) (France : 17,79 %) | 73,79 % (France : 79,71 %) | 3,18 % (France : 3,38 %) |

| 1995 | Jacques Chirac (49,83 %) (France : 52,64 %) | Lionel Jospin (50,17 %) (France : 47,36 %) | 79,77 % (France : 78,38 %) | 2,8 % (France : 2,81 %) |

| 1988 | François Mitterrand (55,6 %) (France : 54,02 %) | Jacques Chirac (44,4 %) (France : 45,98 % %) | 81,92 % (France : 81,35 %) | 1,81 % (France : 2,00 %) |

| 1981 | François Mitterrand (55,88 %) (France : 51,76 %) | Valéry Giscard d'Estaing (44,12 %) (France : 48,24 %) | 79,26 % (France : 81,09 %) | 1,6 % (France : 1,62 %) |

| 1974 | Valéry Giscard d'Estaing (46,68 %) (France : 50,81 %) | François Mitterrand (53,32 %) (France : 49,19 %) | 83,72 % (France : 84,23 %) | 0,7 % (France : 0,92 %) |

| 1969 | Georges Pompidou (53,11 %) (France : 58,21 %) | Alain Poher (46,89 %) (France : 41,79 %) | 74,83 % (France : 77,59 %) | 0,99 % (France : 1,29 %) |

| 1965 | Charles de Gaulle (48,53 %) (France : 55,20 %) | François Mitterrand (51,47 %) (France : 44,80 %) | 82,53 % (France : 84,75 %) | 0,78 % (France : 1,01 %) |

|  | ▲ |

## Résultats détaillés par scrutin

### 2022
Arrivé en tête du premier tour, le président sortant Emmanuel Macron (27,85 %) affronte Marine Le Pen (23,15 %), un duel identique à celui du scrutin de 2017. C'est la deuxième fois qu'un second tour opposant les mêmes candidats à deux scrutins présidentiels consécutifs a lieu après ceux où se sont affrontés Valéry Giscard d'Estaing et François Mitterrand en 1974 et 1981.
En troisième position avec 21,95 % des voix, Jean-Luc Mélenchon réalise le score le plus élevé de ses trois candidatures et arrive largement en tête de la gauche, mais échoue à accéder au second tour, avec environ 400 000 voix de moins que Marine Le Pen.
Une nouvelle fois, les partis politiques traditionnels sont absents du second tour, dans des proportions encore plus importantes que lors de la précédente élection. Le Parti socialiste et Les Républicains, représentés respectivement par Anne Hidalgo et Valérie Pécresse, s'effondrent avec des scores historiquement faibles et n'atteignent pas le seuil des 5 %, condition permettant d'être remboursé des frais de campagne.
Le second tour voit Emmanuel Macron l'emporter par 58,55 % des suffrages exprimés, permettant ainsi au président sortant d'entamer un second mandat. Le septennat ayant été aboli en 2000, il devient ainsi le premier président de la République française à être réélu pour un deuxième quinquennat, le deuxième président de la Cinquième République réélu hors période de cohabitation et le quatrième président de la Cinquième République réélu.
Dans l'Isère, Emmanuel Macron arrive en tête du premier tour avec 26,85% des exprimés, suivi de Marine Le Pen (23,03%), Jean-Luc Mélenchon (22,83%) et Éric Zemmour (7,06%). Au second tour, les électeurs ont voté à 59,82% pour Emmanuel Macron contre 40,18% pour Marine Le Pen avec un taux de participation de 76,34 % des inscrits.
| Candidats                | Candidats                | Partis                   | Premier tour | Premier tour | Second tour | Second tour |
| Candidats                | Candidats                | Partis                   | Voix         | %            | Voix        | %           |
| ------------------------ | ------------------------ | ------------------------ | ------------ | ------------ | ----------- | ----------- |
|                          | Emmanuel Macron          | LREM                     | 180 533      | 26,85        | 359 596     | 59,82       |
|                          | Marine Le Pen            | RN                       | 154 799      | 23,03        | 241 584     | 40,18       |
|                          | Jean-Luc Mélenchon       | LFI                      | 153 474      | 22,83        |             |             |
|                          | Éric Zemmour             | REC                      | 47 450       | 7,06         |             |             |
|                          | Yannick Jadot            | EELV                     | 40 378       | 6,01         |             |             |
|                          | Valérie Pécresse         | LR                       | 28 575       | 4,25         |             |             |
|                          | Jean Lassalle            | RES                      | 17 025       | 2,53         |             |             |
|                          | Fabien Roussel           | PCF                      | 14 694       | 2,19         |             |             |
|                          | Nicolas Dupont-Aignan    | DLF                      | 14 327       | 2,13         |             |             |
|                          | Anne Hidalgo             | PS                       | 12 736       | 1,89         |             |             |
|                          | Philippe Poutou          | NPA                      | 4 826        | 0,72         |             |             |
|                          | Nathalie Arthaud         | LO                       | 3 479        | 0,52         |             |             |
|                          |                          |                          |              |              |             |             |
| Votes valides            | Votes valides            | Votes valides            | 672 488      | 97,92        | 601 180     | 91,61       |
| Votes blancs             | Votes blancs             | Votes blancs             | 10 990       | 1,60         | 43 467      | 6,62        |
| Votes nuls               | Votes nuls               | Votes nuls               | 3 478        | 0,51         | 11 627      | 1,77        |
| Total                    | Total                    | Total                    | 686 764      | 100          | 656 274     | 100         |
| Abstention               | Abstention               | Abstention               | 198 676      | 22,44        | 229 398     | 25,90       |
| Inscrits / participation | Inscrits / participation | Inscrits / participation | 885 440      | 77,56        | 885 672     | 74,10       |

### 2017
Le premier tour de l'élection présidentielle de 2017 voit s'affronter onze candidats. Emmanuel Macron arrive en tête devant Marine Le Pen et tous deux se qualifient pour le second tour. Néanmoins, avec François Fillon et Jean-Luc Mélenchon, les scores des quatre candidats ayant recueilli le plus de voix sont serrés (4,43 points entre le 1er et le 4e). Pour la première fois, aucun des candidats des deux partis politiques pourvoyeurs jusque-là des présidents de la Ve République, n'est présent au second tour. Celui-ci se tient le dimanche 7 mai et se solde par la victoire d'Emmanuel Macron, avec un total de 20 753 798 bulletins de vote en sa faveur, soit 66,10 % des suffrages exprimés, face à la candidate du Front national, qui recueille 33,90 %. Le scrutin est néanmoins marqué par une forte abstention et par un record de votes blancs ou nuls. 
Dans l'Isère, Emmanuel Macron arrive en tête du premier tour avec 24,77 % des exprimés, suivi de Marine Le Pen (22,33 %), Jean-Luc Mélenchon (20,52 %), François Fillon (17,05 %) et Benoît Hamon (6,59 %). Au second tour, les électeurs ont voté à 65,81 % pour Emmanuel Macron contre 34,19 % pour Marine Le Pen avec un taux de participation de 76,34 % des inscrits.
|             | EM          | Emmanuel Macron       | 164 091 | 24,77 %    | 383 197 | 65,81 %    |  |  |
|             | FN          | Marine Le Pen         | 147 910 | 22,33 %    | 199 097 | 34,19 %    |  |  |
|             | LFi         | Jean-Luc Mélenchon    | 135 949 | 20,52 %    |         |            |  |  |
|             | LR          | François Fillon       | 112 927 | 17,05 %    |         |            |  |  |
|             | PS          | Benoît Hamon          | 43 652  | 6,59 %     |         |            |  |  |
|             | DlF         | Nicolas Dupont-Aignan | 33 773  | 5,1 %      |         |            |  |  |
|             | UPR         | François Asselineau   | 6 558   | 0,99 %     |         |            |  |  |
|             | RES         | Jean Lassalle         | 6 537   | 0,99 %     |         |            |  |  |
|             | NPA         | Philippe Poutou       | 6 382   | 0,96 %     |         |            |  |  |
|             | LO          | Nathalie Arthaud      | 3 595   | 0,54 %     |         |            |  |  |
|             | SeP         | Jacques Cheminade     | 1 140   | 0,17 %     |         |            |  |  |
|             |             |                       |         |            |         |            |  |  |
|             |             |                       | Nombre  | % inscrits | Nombre  | % inscrits |  |  |
| Inscrits    | Inscrits    | Inscrits              | 856 366 |            | 856 330 |            |  |  |
| Abstentions | Abstentions | Abstentions           | 178 004 | 20,79 %    | 202 643 | 23,66 %    |  |  |
| Votants     | Votants     | Votants               | 678 362 | 79,21 %    | 653 687 | 76,34 %    |  |  |
|             |             |                       |         |            |         |            |  |  |
|             |             |                       |         | % votants  |         | % votants  |  |  |
| Blancs      | Blancs      | Blancs                | 12 058  | 1,41 %     | 56 622  | 6,61 %     |  |  |
| Nuls        | Nuls        | Nuls                  | 3 790   | 0,44 %     | 14 771  | 1,72 %     |  |  |
| Exprimés    | Exprimés    | Exprimés              | 662 514 | 77,36 %    | 582 294 | 68 %       |  |  |

### 2012
Hollande, désigné par le PS à la suite d'une primaire ouverte, devance Sarkozy dès le premier tour de l'élection présidentielle de 2012 : c'est la première fois qu'un président sortant est ainsi devancé. Au second tour, Sarkozy est battu mais par un écart plus faible qu'attendu.
Dans l'Isère, François Hollande arrive en tête du premier tour avec 27,84 % des exprimés, suivi de Nicolas Sarkozy (24,96 %), Marine Le Pen (18,97 %), Jean-Luc Mélenchon (12,4 %) et François Bayrou (9,1 %). Au second tour, les électeurs ont voté à 52,12 % pour François Hollande contre 47,88 % pour Nicolas Sarkozy avec un taux de participation de 82,01 % des inscrits.
|                | PS             | François Hollande     | 185 538 | 27,84 %    | 331 448 | 52,12 %    |  |  |
|                | UMP            | Nicolas Sarkozy       | 166 290 | 24,96 %    | 304 429 | 47,88 %    |  |  |
|                | FN             | Marine Le Pen         | 126 377 | 18,97 %    |         |            |  |  |
|                | FG             | Jean-Luc Mélenchon    | 82 657  | 12,4 %     |         |            |  |  |
|                | MoDem          | François Bayrou       | 60 608  | 9,1 %      |         |            |  |  |
|                | EELV           | Eva Joly              | 20 189  | 3,03 %     |         |            |  |  |
|                | DLF            | Nicolas Dupont-Aignan | 12 658  | 1,9 %      |         |            |  |  |
|                | NPA            | Philippe Poutou       | 6 846   | 1,03 %     |         |            |  |  |
|                | LO             | Nathalie Arthaud      | 3 450   | 0,52 %     |         |            |  |  |
|                | S&P            | Jacques Cheminade     | 1 726   | 0,26 %     |         |            |  |  |
|                |                |                       |         |            |         |            |  |  |
|                |                |                       | Nombre  | % inscrits | Nombre  | % inscrits |  |  |
| Inscrits       | Inscrits       | Inscrits              | 821 279 |            | 821 554 |            |  |  |
| Abstentions    | Abstentions    | Abstentions           | 142 907 | 17,4 %     | 147 791 | 17,99 %    |  |  |
| Votants        | Votants        | Votants               | 678 372 | 82,6 %     | 673 763 | 82,01 %    |  |  |
|                |                |                       |         |            |         |            |  |  |
|                |                |                       |         | % votants  |         | % votants  |  |  |
| Blancs ou nuls | Blancs ou nuls | Blancs ou nuls        | 12 033  | 1,77 %     | 37 886  | 5,62 %     |  |  |
| Exprimés       | Exprimés       | Exprimés              | 666 339 | 98,23 %    | 635 877 | 98,23 %    |  |  |

### 2007
Au premier tour de l'élection présidentielle de 2007, Sarkozy réussit à capter une partie des voix de Le Pen et arrive largement en tête. Royal est la première femme qualifiée pour le second tour d'une élection présidentielle. Elle est battue avec une avance de 6 points.
Dans l'Isère, Nicolas Sarkozy arrive en tête du premier tour avec 30,21 % des exprimés, suivi de Ségolène Royal (26,86 %), François Bayrou (19,31 %), Jean-Marie Le Pen (10,09 %) et Olivier Besancenot (3,84 %). Au second tour, les électeurs ont voté à 52,12 % pour Nicolas Sarkozy contre 47,88 % pour Ségolène Royal avec un taux de participation de 85,58 % des inscrits.
|                | UMP            | Nicolas Sarkozy      | 201 815 | 30,21 %    | 335 314 | 52,12 %    |  |  |
|                | PS             | Ségolène Royal       | 179 413 | 26,86 %    | 308 072 | 47,88 %    |  |  |
|                | UDF            | François Bayrou      | 128 983 | 19,31 %    |         |            |  |  |
|                | FN             | Jean-Marie Le Pen    | 67 423  | 10,09 %    |         |            |  |  |
|                | LCR            | Olivier Besancenot   | 25 645  | 3,84 %     |         |            |  |  |
|                | GPA            | Marie-George Buffet  | 13 160  | 1,97 %     |         |            |  |  |
|                | MPF            | Philippe de Villiers | 12 995  | 1,95 %     |         |            |  |  |
|                | Les Verts      | Dominique Voynet     | 12 480  | 1,87 %     |         |            |  |  |
|                | DVG            | José Bové            | 10 300  | 1,54 %     |         |            |  |  |
|                | LO             | Arlette Laguiller    | 7 651   | 1,15 %     |         |            |  |  |
|                | CPNT           | Frédéric Nihous      | 6 007   | 0,9 %      |         |            |  |  |
|                | CNRSP          | Gérard Schivardi     | 2 186   | 0,33 %     |         |            |  |  |
|                |                |                      |         |            |         |            |  |  |
|                |                |                      | Nombre  | % inscrits | Nombre  | % inscrits |  |  |
| Inscrits       | Inscrits       | Inscrits             | 784 199 |            | 784 163 |            |  |  |
| Abstentions    | Abstentions    | Abstentions          | 107 340 | 13,69 %    | 113 070 | 14,42 %    |  |  |
| Votants        | Votants        | Votants              | 676 859 | 86,31 %    | 671 093 | 85,58 %    |  |  |
|                |                |                      |         |            |         |            |  |  |
|                |                |                      |         | % votants  |         | % votants  |  |  |
| Blancs ou nuls | Blancs ou nuls | Blancs ou nuls       | 8 801   | 1,3 %      | 27 707  | 4,13 %     |  |  |
| Exprimés       | Exprimés       | Exprimés             | 668 058 | 98,7 %     | 643 386 | 95,87 %    |  |  |

### 2002
Après cinq années de cohabitation, un duel est attendu entre Chirac et le Premier ministre Jospin lors de l'élection présidentielle de 2002, mais, à la surprise générale, ce dernier est devancé par Le Pen au premier tour. Au second tour, Chirac bénéficie du ralliement de la gauche et reçoit un score sans précédent. Il s'agit de la première élection pour un mandat de cinq ans et non plus sept.
Dans l'Isère, Jean-Marie  Le Pen arrive en tête du premier tour avec 18,29 % des exprimés, suivi de Lionel  Jospin (15,98 %), Jacques  Chirac (15,26 %), Noël Mamère (6,97 %) et François Bayrou (6,85 %). Au second tour, les électeurs ont voté à 81,72 % pour Jacques  Chirac contre 18,28 % pour Jean-Marie  Le Pen avec un taux de participation de 81,53 % des inscrits.
|                | FN             | Jean-Marie Le Pen       | 92 576  | 18,29 %    | 100 462 | 18,28 %    |  |  |
|                | PS             | Lionel Jospin           | 80 852  | 15,98 %    |         |            |  |  |
|                | RPR            | Jacques Chirac          | 77 215  | 15,26 %    | 449 082 | 81,72 %    |  |  |
|                | Les Verts      | Noël Mamère             | 35 248  | 6,97 %     |         |            |  |  |
|                | UDF            | François Bayrou         | 34 650  | 6,85 %     |         |            |  |  |
|                | MC             | Jean-Pierre Chevènement | 34 192  | 6,76 %     |         |            |  |  |
|                | LO             | Arlette Laguiller       | 29 345  | 5,8 %      |         |            |  |  |
|                | LCR            | Olivier Besancenot      | 22 930  | 4,53 %     |         |            |  |  |
|                | DL             | Alain Madelin           | 22 132  | 4,37 %     |         |            |  |  |
|                | PC             | Robert Hue              | 17 988  | 3,55 %     |         |            |  |  |
|                | CPNT           | Jean Saint-Josse        | 13 660  | 2,7 %      |         |            |  |  |
|                | MNR            | Bruno Mégret            | 13 649  | 2,7 %      |         |            |  |  |
|                | Cap21          | Corinne Lepage          | 11 855  | 2,34 %     |         |            |  |  |
|                | PRG            | Christiane Taubira      | 10 856  | 2,15 %     |         |            |  |  |
|                | FRS            | Christine Boutin        | 6 339   | 1,25 %     |         |            |  |  |
|                | PT             | Daniel Gluckstein       | 2 563   | 0,51 %     |         |            |  |  |
|                |                |                         |         |            |         |            |  |  |
|                |                |                         | Nombre  | % inscrits | Nombre  | % inscrits |  |  |
| Inscrits       | Inscrits       | Inscrits                | 708 265 |            | 708 474 |            |  |  |
| Abstentions    | Abstentions    | Abstentions             | 185 615 | 26,21 %    | 130 885 | 18,47 %    |  |  |
| Votants        | Votants        | Votants                 | 522 650 | 73,79 %    | 577 589 | 81,53 %    |  |  |
|                |                |                         |         |            |         |            |  |  |
|                |                |                         |         | % votants  |         | % votants  |  |  |
| Blancs ou nuls | Blancs ou nuls | Blancs ou nuls          | 16 600  | 3,18 %     | 28 045  | 4,86 %     |  |  |
| Exprimés       | Exprimés       | Exprimés                | 506 050 | 96,82 %    | 549 544 | 95,14 %    |  |  |

### 1995
Après une nouvelle cohabitation et alors que la droite est particulièrement divisée entre Chirac et le Premier ministre Balladur, Jospin réussit à arriver en tête au premier tour de l'élection présidentielle de 1995, malgré la très lourde défaite de la gauche aux législatives de 1993. Au second tour, il est battu par Chirac.
Dans l'Isère, Lionel Jospin arrive en tête du premier tour avec 25,19 % des exprimés, suivi de Édouard Balladur (17,95 %), Jean-Marie Le Pen (17,48 %), Jacques Chirac (15,78 %) et Robert Hue (8,63 %). Au second tour, les électeurs ont voté à 50,17 % pour Lionel Jospin contre 49,83 % pour Jacques Chirac avec un taux de participation de 79,47 % des inscrits.
|                | PS             | Lionel Jospin        | 131 417 | 25,19 %    | 250 667 | 50,17 %    |  |  |
|                | RPR            | Édouard Balladur     | 93 629  | 17,95 %    |         |            |  |  |
|                | FN             | Jean-Marie Le Pen    | 91 156  | 17,48 %    |         |            |  |  |
|                | RPR            | Jacques Chirac       | 82 311  | 15,78 %    | 248 992 | 49,83 %    |  |  |
|                | PC             | Robert Hue           | 45 042  | 8,63 %     |         |            |  |  |
|                | LO             | Arlette Laguiller    | 31 264  | 5,99 %     |         |            |  |  |
|                | Les Verts      | Dominique Voynet     | 22 888  | 4,39 %     |         |            |  |  |
|                | MPF            | Philippe de Villiers | 22 587  | 4,33 %     |         |            |  |  |
|                | S&P            | Jacques Cheminade    | 1 337   | 0,26 %     |         |            |  |  |
|                |                |                      |         |            |         |            |  |  |
|                |                |                      | Nombre  | % inscrits | Nombre  | % inscrits |  |  |
| Inscrits       | Inscrits       | Inscrits             | 672 788 |            | 672 788 |            |  |  |
| Abstentions    | Abstentions    | Abstentions          | 136 133 | 20,23 %    | 138 132 | 20,53 %    |  |  |
| Votants        | Votants        | Votants              | 536 655 | 79,77 %    | 534 656 | 79,47 %    |  |  |
|                |                |                      |         |            |         |            |  |  |
|                |                |                      |         | % votants  |         | % votants  |  |  |
| Blancs ou nuls | Blancs ou nuls | Blancs ou nuls       | 15 024  | 2,8 %      | 34 997  | 6,55 %     |  |  |
| Exprimés       | Exprimés       | Exprimés             | 521 631 | 97,2 %     | 499 659 | 93,45 %    |  |  |

### 1988
Après deux ans de cohabitation, Mitterrand affronte le Premier ministre Chirac lors de l'élection présidentielle de 1988. Le Pen obtient au premier tour un score jusque-là sans précédent pour un parti d'extrême droite. Au second tour, Mitterrand est facilement réélu.
Dans l'Isère, François Mitterrand arrive en tête du premier tour avec 33,9 % des exprimés, suivi de Raymond Barre (16,92 %), Jacques Chirac (16,61 %), Jean-Marie Le Pen (16,1 %) et André Lajoinie (6,84 %). Au second tour, les électeurs ont voté à 55,6 % pour François Mitterrand contre 44,4 % pour Jacques Chirac avec un taux de participation de 84,92 % des inscrits.
|                | PS                    | François Mitterrand | 167 115 | 33,9 %     | 278 841 | 55,6 %     |  |  |
|                | SE                    | Raymond Barre       | 83 421  | 16,92 %    |         |            |  |  |
|                | RPR                   | Jacques Chirac      | 81 850  | 16,61 %    | 222 649 | 44,4 %     |  |  |
|                | FN                    | Jean-Marie Le Pen   | 79 338  | 16,1 %     |         |            |  |  |
|                | PC                    | André Lajoinie      | 33 729  | 6,84 %     |         |            |  |  |
|                | Les Verts             | Antoine Waechter    | 22 665  | 4,6 %      |         |            |  |  |
|                | Communiste rénovateur | Pierre Juquin       | 13 991  | 2,84 %     |         |            |  |  |
|                | LO                    | Arlette Laguiller   | 8 830   | 1,79 %     |         |            |  |  |
|                | MPT                   | Pierre Boussel      | 1 980   | 0,4 %      |         |            |  |  |
|                |                       |                     |         |            |         |            |  |  |
|                |                       |                     | Nombre  | % inscrits | Nombre  | % inscrits |  |  |
| Inscrits       | Inscrits              | Inscrits            | 612 755 |            | 612 725 |            |  |  |
| Abstentions    | Abstentions           | Abstentions         | 110 761 | 18,08 %    | 92 413  | 15,08 %    |  |  |
| Votants        | Votants               | Votants             | 501 994 | 81,92 %    | 520 312 | 84,92 %    |  |  |
|                |                       |                     |         |            |         |            |  |  |
|                |                       |                     |         | % votants  |         | % votants  |  |  |
| Blancs ou nuls | Blancs ou nuls        | Blancs ou nuls      | 9 075   | 1,81 %     | 18 822  | 3,62 %     |  |  |
| Exprimés       | Exprimés              | Exprimés            | 492 919 | 98,19 %    | 501 490 | 96,38 %    |  |  |

### 1981
Lors de l'élection présidentielle de 1981, Giscard d'Estaing arrive en tête au premier tour et affronte, comme la fois précédente, Mitterrand. Pour la première fois, un président sortant est battu : Mitterrand devient le premier président de gauche de la Ve République.
Dans l'Isère, François Mitterrand arrive en tête du premier tour avec 28,48 % des exprimés, suivi de Valéry Giscard d'Estaing (25,86 %), Georges Marchais (16,54 %), Jacques Chirac (15,12 %) et Brice Lalonde (4,89 %). Au second tour, les électeurs ont voté à 53,32 % pour François Mitterrand contre 44,12 % pour Valéry Giscard d'Estaing avec un taux de participation de 86,12 % des inscrits.
|                | PS             | François Mitterrand      | 124 378 | 28,48 %    | 261 878 | 55,88 %    |  |  |
|                | UDF            | Valéry Giscard d'Estaing | 112 947 | 25,86 %    | 206 766 | 44,12 %    |  |  |
|                | PC             | Georges Marchais         | 72 253  | 16,54 %    |         |            |  |  |
|                | RPR            | Jacques Chirac           | 66 019  | 15,12 %    |         |            |  |  |
|                | MEP            | Brice Lalonde            | 21 353  | 4,89 %     |         |            |  |  |
|                | LO             | Arlette Laguiller        | 10 168  | 2,33 %     |         |            |  |  |
|                | MRG            | Michel Crépeau           | 9 284   | 2,13 %     |         |            |  |  |
|                | Divers droite  | Michel Debré             | 7 877   | 1,8 %      |         |            |  |  |
|                | PSU            | Huguette Bouchardeau     | 6 675   | 1,53 %     |         |            |  |  |
|                | Divers droite  | Marie-France Garaud      | 5 783   | 1,32 %     |         |            |  |  |
|                |                |                          |         |            |         |            |  |  |
|                |                |                          | Nombre  | % inscrits | Nombre  | % inscrits |  |  |
| Inscrits       | Inscrits       | Inscrits                 | 559 968 |            | 559 927 |            |  |  |
| Abstentions    | Abstentions    | Abstentions              | 116 123 | 20,74 %    | 77 699  | 13,88 %    |  |  |
| Votants        | Votants        | Votants                  | 443 845 | 79,26 %    | 482 228 | 86,12 %    |  |  |
|                |                |                          |         |            |         |            |  |  |
|                |                |                          |         | % votants  |         | % votants  |  |  |
| Blancs ou nuls | Blancs ou nuls | Blancs ou nuls           | 7 108   | 1,6 %      | 13 584  | 2,82 %     |  |  |
| Exprimés       | Exprimés       | Exprimés                 | 436 737 | 98,4 %     | 468 644 | 97,18 %    |  |  |

### 1974
L'élection présidentielle de 1974 est une élection anticipée à la suite de la mort de Pompidou. Mitterrand, candidat unique de la gauche, est largement en tête au premier tour devant Giscard d'Estaing, qui distance lui-même Chaban-Delmas. Au terme d'une campagne animée, marquée par un débat télévisé tendu, Giscard d'Estaing l'emporte avec une très courte avance.
Dans l'Isère, François Mitterrand arrive en tête du premier tour avec 47,14 % des exprimés, suivi de Valéry Giscard d'Estaing (30,85 %), Jacques Chaban-Delmas (12,9 %), Arlette Laguiller (2,68 %) et Jean Royer (2,41 %). Au second tour, les électeurs ont voté à 53,32 % pour François Mitterrand contre 46,68 % pour Valéry Giscard d'Estaing avec un taux de participation de 87,46 % des inscrits.
|                | PS             | François Mitterrand      | 174 815 | 47,14 %    | 205 624 | 53,32 %    |  |  |
|                | RI             | Valéry Giscard d'Estaing | 114 401 | 30,85 %    | 180 023 | 46,68 %    |  |  |
|                | UDR            | Jacques Chaban-Delmas    | 47 823  | 12,9 %     |         |            |  |  |
|                | LO             | Arlette Laguiller        | 9 938   | 2,68 %     |         |            |  |  |
|                | SE             | Jean Royer               | 8 950   | 2,41 %     |         |            |  |  |
|                | SE, écologiste | René Dumont              | 7 260   | 1,96 %     |         |            |  |  |
|                | FN             | Jean-Marie Le Pen        | 3 084   | 0,83 %     |         |            |  |  |
|                | MDSF           | Émile Muller             | 1 998   | 0,54 %     |         |            |  |  |
|                | FCR            | Alain Krivine            | 1 208   | 0,33 %     |         |            |  |  |
|                | NAR            | Bertrand Renouvin        | 689     | 0,19 %     |         |            |  |  |
|                | MFE            | Jean-Claude Sebag        | 503     | 0,14 %     |         |            |  |  |
|                |                |                          |         |            |         |            |  |  |
|                |                |                          | Nombre  | % inscrits | Nombre  | % inscrits |  |  |
| Inscrits       | Inscrits       | Inscrits                 | 446 082 |            | 446 122 |            |  |  |
| Abstentions    | Abstentions    | Abstentions              | 72 638  | 16,28 %    | 55 965  | 12,54 %    |  |  |
| Votants        | Votants        | Votants                  | 373 444 | 83,72 %    | 390 157 | 87,46 %    |  |  |
|                |                |                          |         |            |         |            |  |  |
|                |                |                          |         | % votants  |         | % votants  |  |  |
| Blancs ou nuls | Blancs ou nuls | Blancs ou nuls           | 2 597   | 0,7 %      | 4 510   | 1,16 %     |  |  |
| Exprimés       | Exprimés       | Exprimés                 | 370 847 | 99,3 %     | 385 647 | 98,84 %    |  |  |

### 1969
L'élection présidentielle de 1969 est une élection anticipée à la suite de la démission de De Gaulle. La gauche se lance désunie dans la course et, bien que Duclos (PCF) manque de le devancer, c'est le président par intérim Poher qui accède au second tour face à l'ex-Premier ministre Pompidou. Alors que Duclos refuse d'appeler à voter au second tour pour « bonnet blanc ou blanc bonnet », Pompidou est finalement largement élu.
Dans l'Isère, Georges Pompidou arrive en tête du premier tour avec 39,34 % des exprimés, suivi de Alain Poher (24,17 %), Jacques Duclos (23,65 %), Gaston Defferre (5,5 %) et Michel Rocard (4,73 %). Au second tour, les électeurs ont voté à 53,11 % pour Georges Pompidou contre 46,89 % pour Alain Poher avec un taux de participation de 65,67 % des inscrits.
|                | UDR            | Georges Pompidou | 122 478 | 39,34 %    | 138 362 | 53,11 %    |  |  |
|                | CD             | Alain Poher      | 75 247  | 24,17 %    | 122 160 | 46,89 %    |  |  |
|                | PC             | Jacques Duclos   | 73 649  | 23,65 %    |         |            |  |  |
|                | SFIO           | Gaston Defferre  | 17 136  | 5,5 %      |         |            |  |  |
|                | PSU            | Michel Rocard    | 14 742  | 4,73 %     |         |            |  |  |
|                | SE             | Louis Ducatel    | 4 632   | 1,49 %     |         |            |  |  |
|                | LC             | Alain Krivine    | 3 479   | 1,12 %     |         |            |  |  |
|                |                |                  |         |            |         |            |  |  |
|                |                |                  | Nombre  | % inscrits | Nombre  | % inscrits |  |  |
| Inscrits       | Inscrits       | Inscrits         | 420 261 |            | 420 161 |            |  |  |
| Abstentions    | Abstentions    | Abstentions      | 105 779 | 25,17 %    | 144 249 | 34,33 %    |  |  |
| Votants        | Votants        | Votants          | 314 482 | 74,83 %    | 275 912 | 65,67 %    |  |  |
|                |                |                  |         |            |         |            |  |  |
|                |                |                  |         | % votants  |         | % votants  |  |  |
| Blancs ou nuls | Blancs ou nuls | Blancs ou nuls   | 3 119   | 0,99 %     | 15 390  | 5,58 %     |  |  |
| Exprimés       | Exprimés       | Exprimés         | 311 363 | 99,01 %    | 260 522 | 94,42 %    |  |  |

### 1965
L'élection présidentielle de 1965 est la première élection au suffrage universel direct à la suite du référendum d'octobre 1962. De Gaulle est mis en ballottage, à la surprise générale, par Mitterrand, candidat unique de la gauche. La campagne du second tour est axée sur l'Europe et les relations internationales ainsi que sur l'armement nucléaire. De Gaulle est finalement réélu avec une large avance.
Dans l'Isère, Charles de Gaulle arrive en tête du premier tour avec 37,47 % des exprimés, suivi de François Mitterrand (37,38 %), Jean Lecanuet (15,22 %), Jean-Louis Tixier-Vignancour (6,26 %) et Pierre Marcilhacy (2,06 %). Au second tour, les électeurs ont voté à 51,47 % pour François Mitterrand contre 48,53 % pour Charles de Gaulle avec un taux de participation de 82,46 % des inscrits.
|                | UNR            | Charles de Gaulle            | 133 193 | 37,47 %    | 169 174 | 48,53 %    |  |  |
|                | CIR            | François Mitterrand          | 132 869 | 37,38 %    | 179 413 | 51,47 %    |  |  |
|                | MRP            | Jean Lecanuet                | 54 101  | 15,22 %    |         |            |  |  |
|                | SE             | Jean-Louis Tixier-Vignancour | 22 270  | 6,26 %     |         |            |  |  |
|                | PLE            | Pierre Marcilhacy            | 7 318   | 2,06 %     |         |            |  |  |
|                | SE             | Marcel Barbu                 | 5 720   | 1,61 %     |         |            |  |  |
|                |                |                              |         |            |         |            |  |  |
|                |                |                              | Nombre  | % inscrits | Nombre  | % inscrits |  |  |
| Inscrits       | Inscrits       | Inscrits                     | 434 101 |            | 433 860 |            |  |  |
| Abstentions    | Abstentions    | Abstentions                  | 75 838  | 17,47 %    | 76 091  | 17,54 %    |  |  |
| Votants        | Votants        | Votants                      | 358 263 | 82,53 %    | 357 769 | 82,46 %    |  |  |
|                |                |                              |         |            |         |            |  |  |
|                |                |                              |         | % votants  |         | % votants  |  |  |
| Blancs ou nuls | Blancs ou nuls | Blancs ou nuls               | 2 792   | 0,78 %     | 9 182   | 2,57 %     |  |  |
| Exprimés       | Exprimés       | Exprimés                     | 355 471 | 99,22 %    | 348 587 | 97,43 %    |  |  |